# Austin Spurs 2020-2021
La stagione 2020-21 degli Austin Spurs fu la 20ª nella NBA D-League per la franchigia.
Gli Austin Spurs arrivarono quinti nella regular season con un record di 10-5. Nei play-off persero i quarti di finale con i Delaware Blue Coats (1-0).

## Roster
| N° | Naz.                    | Ruolo | Sportivo               | Anno | Alt. | Peso |
| -- | ----------------------- | ----- | ---------------------- | ---- | ---- | ---- |
| 0  | Stati Uniti (bandiera)  | G     | Khyri Thomas           | 1996 | 191  | 95   |
| 2  | Stati Uniti (bandiera)  | G     | London Perrantes       | 1994 | 185  | 86   |
| 4  | Stati Uniti (bandiera)  | G     | Kaleb Johnson          | 1996 | 198  | 93   |
| 5  | Stati Uniti (bandiera)  | GA    | Cameron Reynolds       | 1995 | 201  | 102  |
| 6  | Francia (bandiera)      | G     | Adam Mokoka            | 1998 | 193  | 86   |
| 10 | Stati Uniti (bandiera)  | G     | Kenny Williams         | 1996 | 193  | 84   |
| 11 | Stati Uniti (bandiera)  | C     | Kylor Kelley           | 1997 | 213  | 98   |
| 12 | Stati Uniti (bandiera)  | A     | Robert Woodard         | 1999 | 198  | 107  |
| 13 | RD del Congo (bandiera) | A     | Jonathan Kasibabu      | 1996 | 203  | 109  |
| 15 | Stati Uniti (bandiera)  | G     | Quinndary Weatherspoon | 1996 | 193  | 93   |
| 19 | Croazia (bandiera)      | A     | Luka Šamanić           | 2000 | 208  | 103  |
| 21 | Stati Uniti (bandiera)  | A     | Malik Pope             | 1996 | 208  | 100  |
| 25 | Stati Uniti (bandiera)  | G     | Galen Robinson         | 1997 | 185  | 86   |
| 30 | Stati Uniti (bandiera)  | G     | Jaylen Morris          | 1995 | 196  | 84   |
| 32 | Stati Uniti (bandiera)  | G     | Anthony Mathis         | 1996 | 193  | 79   |
| 33 | Stati Uniti (bandiera)  | G     | Tre Jones              | 2000 | 185  | 84   |
| 35 | Stati Uniti (bandiera)  | A     | Nate Renfro            | 1996 | 203  | 93   |

## Staff tecnico
- Allenatore: Matt Nielsen
- Vice-allenatori: Petar Božić, James Singleton, Billy Donovan III, Reece Gaines
- Preparatore atletico: Collin DeBarbrie